# Canada Water állomás
A Canada Water a londoni metró és az Overground egyik állomása a 2-es zónában, a Jubilee line és az East London line érinti.

## Története
Az állomást 1999. augusztus 19-én adták át az East London line részeként. Szeptember 17-étől a Jubilee line is érinti. 2007-től 2010-ig az Overground szünetelt a vonalon.

## Forgalom
| Járat | Útvonal | Gyakoriság     |
| ----- | --- | -------------- |
|       | Stanmore – Canons Park – Queensbury – Kingsbury – Wembley Park – Neasden – Dollis Hill – Willesden Green – Kilburn – West Hampstead – Finchley Road – Swiss Cottage – St. John’s Wood – Baker Street – Bond Street – Green Park – Westminster – Waterloo – Southwark – London Bridge – Bermondsey – Canada Water – Canary Wharf – North Greenwich – Canning Town – West Ham – Stratford | 2-4 percenként |
|       | Highbury & Islington – Canonbury – Dalston Junction – Haggerston – Hoxton – Shoreditch High Street – Whitechapel – Shadwell – Wapping – Rotherhithe – Canada Water – Surrey Quays (– tovább New Cross, Crystal Palace, West Croydon és Clapham Junction felé) | 3-5 percenként |

## Átszállási kapcsolatok
| Állomás      | Átszállási kapcsolatok                  |
| ------------ | --------------------------------------- |
| Canada Water | Helyi buszok (Canada Water Bus Station) |

## Fordítás
- Ez a szócikk részben vagy egészben  a   Canada Water station című angol Wikipédia-szócikk fordításán alapul.  Az eredeti cikk szerkesztőit annak laptörténete sorolja fel. Ez a jelzés csupán a megfogalmazás eredetét és a szerzői jogokat jelzi, nem szolgál a cikkben szereplő információk forrásmegjelöléseként.